# محوطه قلعه بردی (۲)
محوطه قلعه بردی (۲) مربوط به عصر آهن ۳ - دوره اشکانیان است و در شهرستان پل‌دختر، بخش مرکزی، دهستان جایدر، ۲/۵ کیلومتری شمال شرق روستای ولیعصر واقع شده و این اثر در تاریخ ۲۸ اسفند ۱۳۸۵ با شمارهٔ ثبت ۱۸۴۶۷ به‌عنوان یکی از آثار ملی ایران به ثبت رسیده است.